# Саконська сільська рада
Саконська сільська рада (рос. Саконский сельсовет) - сільське поселення в Ардатовському районі Нижньогородської області Російської Федерації.
Адміністративний центр - село Сакони.

## Історія
Статус і кордони сільського поселення встановлені Законом Нижньогородської області від 15 червня 2004 року № 60-З «Про наділення муніципальних утворень - міст, робітничих селищ і сільрад Нижньогородської області статусом міського, сільського поселення».

## Населення
| 2002  | 2010  | 2012  | 2013  | 2014  | 2015  | 2016  |
| ----- | ----- | ----- | ----- | ----- | ----- | ----- |
| 2612  | ↗2617 | ↘2579 | ↘2538 | ↘2517 | ↘2476 | ↘2455 |
| 2017  |       |       |       |       |       |       |
| →2455 |       |       |       |       |       |       |

## Склад міського поселення
| № | Населений пункт | Тип населеного пункту        | Населення |
| - | --------------- | ---------------------------- | --------- |
| 1 | Міякуши         | присілок                     | ↘0        |
| 2 | Нучарово        | село                         | ↘3        |
| 3 | Размазлей       | село                         | ↘521      |
| 4 | Сакони          | село, адміністративний центр | ↗1277     |
| 5 | Туркуши         | село                         | ↘618      |
| 6 | Туртапки        | присілок                     | ↘136      |
| 7 | Шпага           | присілок                     | ↗62       |